# Marie von Aldenburg Bentinck

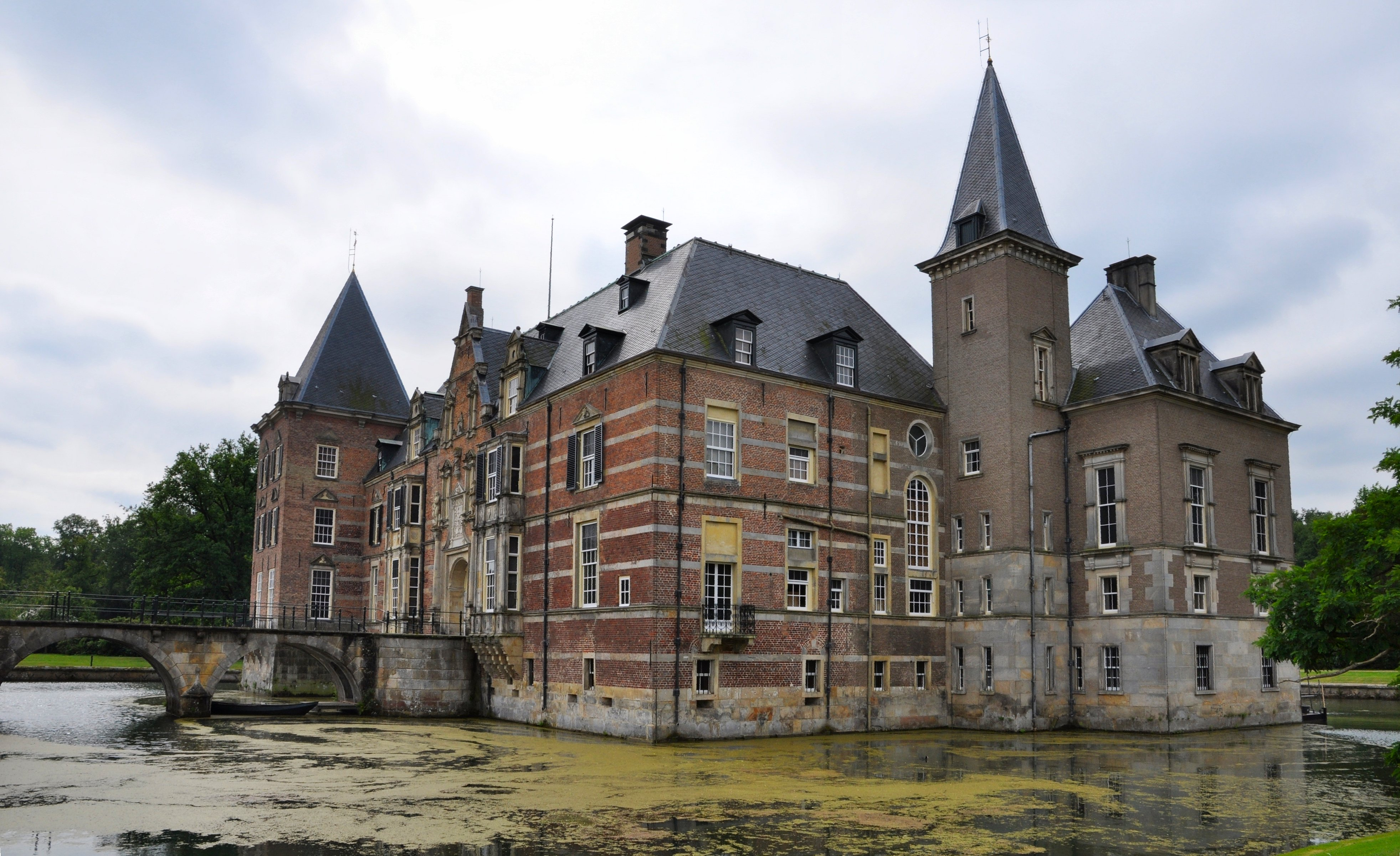
Twickel (2013)

Marie Amelie Mechteld Agnes Gräfin von Aldenburg Bentinck, vrouwe van Twickel, Wassenaar, Zuidwijk, Lage, Dieren, Nettelhorst en Borculo (Hannover, 16 september 1879 − Kasteel Twickel, Ambt Delden, 19 september 1975) is bekend geworden als de oprichter van de Stichting Twickel tot instandhouding en behoud van het gelijknamige kasteel met bijbehorende landgoederen.

## Biografie
Bentinck werd geboren in de Duitse tak van de grafelijke tak Bentinck als dochter van Carl Reinhard Adalbert Graf von Aldenburg Bentinck (1853-1934) en Helene Agnes Alexandrine Amelie Caroline Gräfin zu Waldeck und Pyrmont (1859-1942), de laatste een telg uit de grafelijke tak van het geslacht Zu Waldeck und Pyrmont. Haar vader liet zich, anders dan enkele andere neven, niet inlijven in de Nederlandse adel. Zij had dan ook de Duitse nationaliteit. Na de scheiding van haar ouders in 1885 gingen haar vader en zij wonen bij zijn moeder Caroline Mechtild Emma Charlotte Christine Louise Gräfin Bentinck née Gräfin zu Waldeck und Pyrmont (1826-1899) op Kasteel Middachten. In 1901 gingen haar vader en zij wonen op Huis Zuylenstein, eigendom van haar oom Godard John George Charles graaf van Aldenburg Bentinck, heer van Amerongen, Leersum, Zuylestein, Ginkel, Elst, Lievendaal en Eck en Wiel (1857-1940) die zelf op Kasteel Amerongen woonde en wel werd ingelijfd in de Nederlandse adel, in 1920.
In 1922 trouwde zij haar neef Rodolphe Frédéric baron van Heeckeren van Wassenaer, heer van Twickel, Wassenaar, Zuidwijk, Lage, Dieren, Nettelhorst en Borculo (1858-1936), telg uit het geslacht Van Heeckeren, die 21 jaar ouder was dan zijzelf; bij het huwelijk was behalve wederzijdse familie ook de Duitse keizer Wilhelm II aanwezig, die na 1918 op Amerongen was ontvangen. Van Heeckeren was onder andere eigenaar van kasteel Twickel waar zij nog in het huwelijksjaar gingen wonen. Het echtpaar was in gemeenschap van goederen getrouwd en zij werd meteen betrokken bij zowel de inrichting van het kasteel als bij het beheer van de vele landgoederen in hun bezit, zowel in de omgeving van Twickel als ver daar buiten, tot in Duitsland toe. In 1936 overleed haar man na een korte ziekte in 's-Gravenhage, waar zij kort tevoren in het Kurhaus waren getrokken. Zij werd nu alleen eigenaresse van het omvangrijke erfgoed dat zij met een aantal rentmeesters ging beheren; zelf bleef zij op Twickel wonen. In de oorlogsjaren liet zij enkele tientallen bejaarden op het kasteel verblijven, totdat de Duitsers het kasteel vorderden voor bewoning door adjudant van Arthur Seyss-Inquart F. Heinisch met zijn gezin; deze laatste pleegde zelfmoord, nadat hij eerst zijn zoon had gedood toen de Canadezen in april 1945 bij het kasteel waren gearriveerd. Na de oorlog werd het kasteel c.a. niet als vijandelijk vermogen geconfisqueerd omdat zij behalve de Duitse door haar huwelijk ook de Nederlandse nationaliteit bezat.
In de oorlogsjaren had zij plannen uitgewerkt voor de toekomst van het omvangrijke bezit dat zij aan haar man beloofd had te bewaren. Zij deed dat met hulp van Jan Herman van Heek (1873-1957) die zelf het landgoed van Huis Bergh bewoonde en beheerde. Dit leidde in 1953 tot de oprichting van Stichting Twickel waarin zij een deel van de goederen onderbracht. In 1953 werd zij benoemd tot ereburger van Stad en Ambt Delden en in 1958 tot Ridder in de Orde van de Nederlandse Leeuw. Na haar overlijden in 1975 werden alle overige goederen aan de stichting gelegateerd. Door deze daden bleef Twickel behouden en beheerd. Familie verkreeg bij testament woonrecht, sinds haar overlijden zijn dat leden van de tak-Rüdenhausen van het geslacht Castell.
M.A.M.A. barones van Heeckeren van Wassenaer-Gräfin von Aldenburg Bentinck overleed in 1975, enkele dagen na haar 96e verjaardag. Ze werd bijgezet in de grafkelder van de familie Van Heeckeren van Wassenaer in Delden.
- Biografisch Portaal: 92663583